# Christ lag in Todesbanden

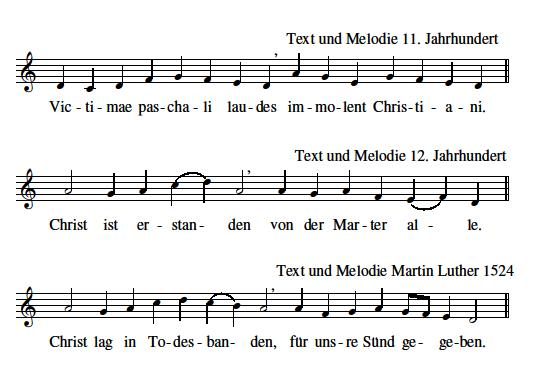
Melodieanfänge von Victimae paschali laudes, Christ ist erstanden und Christ lag in Todesbanden

Christ lag in Todesbanden (auch: Christ lag in Todes Banden) ist ein Osterlied von Martin Luther aus dem Jahr 1524. Er selbst überschrieb es mit Christ ist erstanden gebessert. Text und Melodie lehnen sich an das vorreformatorische Lied Christ ist erstanden an, der Text außerdem teilweise an die Ostersequenz Victimae paschali laudes des mittelalterlichen Dichters Wipo. Das Lied erschien sowohl im Erfurter Enchiridion als auch im Gesangbuch von Johann Walter.
Das Evangelische Gesangbuch enthält eine an modernen Sprachgebrauch angenäherte Fassung des Liedes (Nr. 101).

## Textfassung des Evangelischen Gesangbuchs (1993)

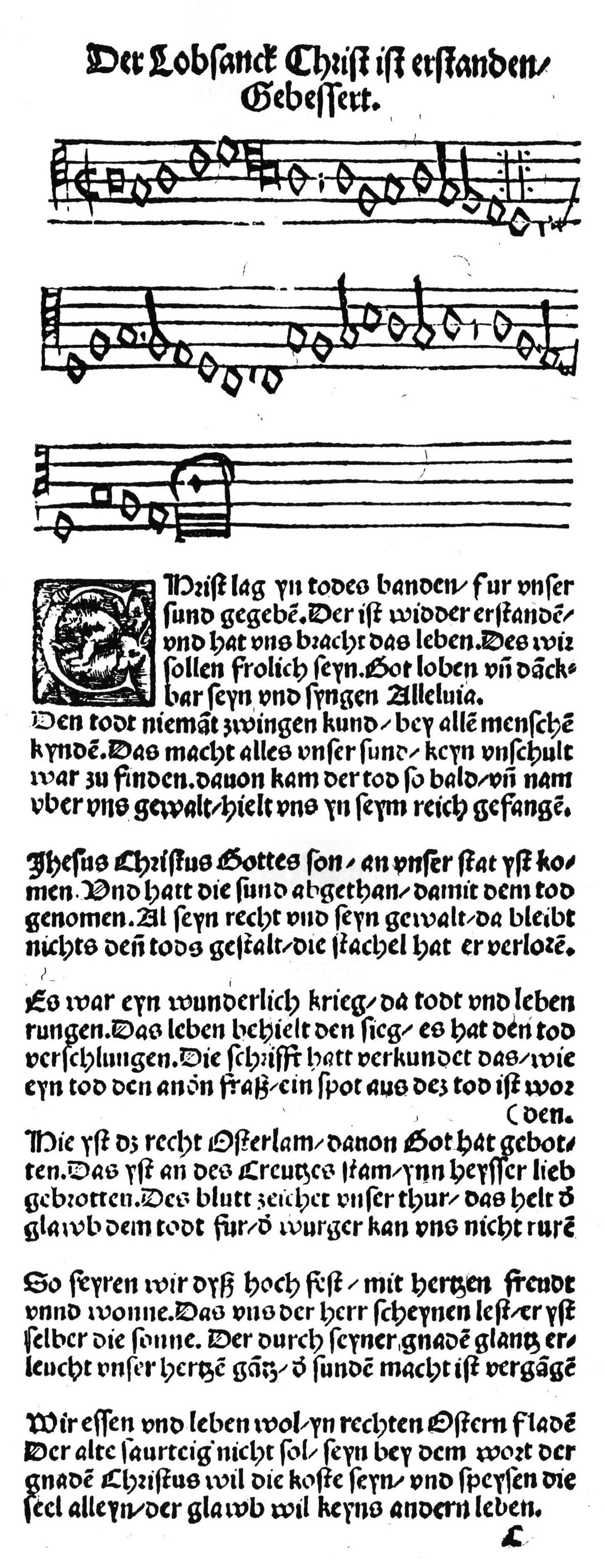
Christ lag yn todes banden
im Erfurter Enchiridion 1524

Christ lag in Todesbanden,

für unsre Sünd gegeben,

der ist wieder erstanden

und hat uns bracht das Leben.

Des wir sollen fröhlich sein,

Gott loben und dankbar sein

und singen Halleluja.

Halleluja.

Den Tod niemand zwingen konnt

bei allen Menschenkindern;

das macht alles unsre Sünd,

kein Unschuld war zu finden.

Davon kam der Tod so bald

und nahm über uns Gewalt,

hielt uns in seim Reich gefangen.

Halleluja.

Jesus Christus, Gottes Sohn,

an unser Statt ist kommen

und hat die Sünd abgetan,

damit dem Tod genommen

all sein Recht und sein Gewalt;

da bleibt nichts denn Tods Gestalt,

den Stachel hat er verloren.

Halleluja.

Es war ein wunderlich Krieg,

da Tod und Leben ’rungen;

das Leben behielt den Sieg,

es hat den Tod verschlungen.

Die Schrift hat verkündet das,

wie ein Tod den andern fraß,

ein Spott aus dem Tod ist worden.

Halleluja.

Hier ist das recht Osterlamm,

davon wir sollen leben,

das ist an des Kreuzes Stamm

in heißer Lieb gegeben.

Des Blut zeichnet unsre Tür,

das hält der Glaub dem Tod für,

der Würger kann uns nicht rühren.

Halleluja.

So feiern wir das hoh Fest

mit Herzensfreud und Wonne,

das uns der Herr scheinen lässt.

Er ist selber die Sonne,

der durch seiner Gnaden Glanz

erleucht’ unsre Herzen ganz;

der Sünden Nacht ist vergangen.

Halleluja.

Wir essen und leben wohl,

zum süßen Brot geladen;

der alte Sau’rteig nicht soll

sein bei dem Wort der Gnaden.

Christus will die Kost uns sein

und speisen die Seel allein;

der Glaub will keins andern leben.

Halleluja.

## Versmaß
Das Versmaß des Liedes ist ungewöhnlich. Jede Strophe umfasst sechs siebensilbige und eine achtsilbige Zeile. Dabei ist der Wortakzent noch schwebend und nicht den Opitzschen Regeln unterworfen. In der ersten Strophe sind außerdem die Reimwörter der ersten und dritten Zeile weiblich („Banden – erstanden“), während die entsprechenden Zeilen aller anderen Strophen männlich enden. Das hat zur Folge, dass in den Strophen 2–7 unbetonte Silben auf die Melismen der Melodie treffen, die in der ersten Strophe die sinntragenden Textwörter hervorheben. Dadurch ist das Lied schwer singbar, und der Text wurde schon früh und bis ins 20. Jahrhundert mit erleichternden Silben ergänzt. Das Evangelische Gesangbuch folgt Luthers Wortlaut wieder ohne Eingriffe in den Wortrhythmus und unterlegt im Druckbild alle Strophen der Melodie.

## Musikalische Bearbeitungen
Das Lied diente verschiedenen Komponisten als Grundlage für geistliche Werke und wurde oftmals in einzelnen Sätzen zitiert.
Ausführungen:
- geistliches Konzert Christ lag in Todesbanden von Jacob Hintze
- Die Kantate Christ lag in Todes Banden von Johann Pachelbel
- Die Kantate Christ lag in Todes Banden, BWV 4, von Johann Sebastian Bach
- Das Choralvorspiel Christ lag in Todes Banden, BWV 625, von Johann Sebastian Bach
- Die Missa brevis super Christ lag in Todes Banden (TWV 09:3) von Georg Philipp Telemann
- Christ lag in Todesbanden von Johann Hermann Schein

## Übersetzungen
Eine dänische Übersetzung „Christ laa i dødsens baand...“ steht bereits im dänischen Gesangbuch Rostock 1529 und wurde übernommen in das dänische Gesangbuch Ludwig Dietz 1536 und in
das Gesangbuch von Hans Tausen, En Ny Psalmebog 1553. Im aktuellen dänischen Gesangbuch steht es nach einer anderen Übersetzung, „I dødens bånd vor frelser lå…“: Den Danske Salmebog, Kopenhagen 2002, Nr. 220, und mit folgenden Hinweisen bei J. Kærsgaard: Salmehåndbog, Band 2, Kopenhagen 2003, zu Nr. 220: nach Luther 1524; im dänischen Gesangbuch Malmö 1528 usw. bis zum Gesangbuch Pontoppidan 1740; wiederentdeckt von Nikolai Frederik Severin Grundtvig 1815; eine andere Übersetzung nach dem dänischen Gesangbuch Flensburg 1717 wurde mit diesem Text kombiniert und erschien zuerst in Den Danske Salmebog von 1953.